# Ruben (chanteur)
Pour les articles homonymes, voir Ruben.
 (avril 2021).
La mise en forme du texte ne suit pas les recommandations de Wikipédia : il faut le « wikifier ».
Les points d'amélioration suivants sont les cas les plus fréquents. Le détail des points à revoir est peut-être précisé sur la page de discussion.
- Les titres sont pré-formatés par le logiciel. Ils ne sont ni en capitales, ni en gras.
- Le texte ne doit pas être écrit en capitales (les noms de famille non plus), ni en gras, ni en italique, ni en « petit »…
- Le gras n'est utilisé que pour surligner le titre de l'article dans l'introduction, une seule fois.
- L'italique est rarement utilisé : mots en langue étrangère, titres d'œuvres, noms de bateaux, etc.
- Les citations ne sont pas en italique mais en corps de texte normal. Elles sont entourées par des guillemets français : « et ».
- Les listes à puces sont à éviter, des paragraphes rédigés étant largement préférés. Les tableaux sont à réserver à la présentation de données structurées (résultats, etc.).
- Les appels de note de bas de page (petits chiffres en exposant, introduits par l'outil «  Source ») sont à placer entre la fin de phrase et le point final[comme ça].
- Les liens internes (vers d'autres articles de Wikipédia) sont à choisir avec parcimonie. Créez des liens vers des articles approfondissant le sujet. Les termes génériques sans rapport avec le sujet sont à éviter, ainsi que les répétitions de liens vers un même terme.
- Les liens externes sont à placer uniquement dans une section « Liens externes », à la fin de l'article. Ces liens sont à choisir avec parcimonie suivant les règles définies. Si un lien sert de source à l'article, son insertion dans le texte est à faire par les notes de bas de page.
- La présentation des références doit suivre les conventions bibliographiques. Il est recommandé d'utiliser les modèles {{Ouvrage}}, {{Chapitre}}, {{Article}}, {{Lien web}} et/ou {{Bibliographie}}. Le mode d'édition visuel peut mettre en forme automatiquement les références.
- Insérer une infobox (cadre d'informations à droite) n'est pas obligatoire pour parachever la mise en page.

Pour une aide détaillée, merci de consulter Aide:Wikification.
Si vous pensez que ces points ont été résolus, vous pouvez retirer ce bandeau et améliorer la mise en forme d'un autre article.
Ruben Markussen (né le 23 mars 1995), aussi connu sous le mononyme Ruben, est un chanteur et auteur-compositeur norvégien. Il a grandi à Bjarkøy, un petit village de 300 habitant, à Harstad, dans le nord de la Norvège. Son premier single "Walls" se classa sur la base du hit-parade norvégien VG-lista à la huitième place. À la suite de cela, il a déménagé à Oslo pour poursuivre sa carrière. Il a été nommé pour le Norwegian P3 Gold 2018 award en 2018 dans la catégorie "Newcomer"  pour la chanson concourant au Spellemannprisen,, ce pourquoi il reçut une bourse. Il poursuivit avec "Lay by Me" qui s'est classé en Norvège. atteignant la huitième place. Les deux singles ont également été classés en Suède. Il signa à Universal Records en Norvège.

## Discographie

### Extended Plays
- East West (2016, avec Tom Has)[4]
- Melancholic (2019)[5]
- Animosity (2021) – No. 8 Norvège [6]

### Singles
| Tire                                                                            | Année | Classement | Classement | Album/EP          |
| Tire                                                                            | Année | NOR        | SWE        | Album/EP          |
| ------------------------------------------------------------------------------- | ----- | ---------- | ---------- | ----------------- |
| "Walls"                                                                         | 2017  | 8          | 59         | Melancholic       |
| "The Half"                                                                      | 2018  | 20         | —          | Melancholic       |
| "Lay by Me"                                                                     | 2018  | 8          | 28         | Melancholic       |
| "Power"                                                                         | 2019  | 30         | —          | Melancholic       |
| "So High"                                                                       | 2019  | 14         | —          | À venir           |
| "As Long As I Break Your Heart"                                                 | 2019  | —          | —          | À venir           |
| "Heading Home" (avec Alan Walker)                                               | 2020  | 15         | 53         | Single sans album |
| "Burn Down This Room"                                                           | 2020  | 19         | —          | Animosity         |
| "Dear God"                                                                      | 2020  | 18         | —          | Animosity         |
| "Mama Don't Know"                                                               | 2021  | —          | —          | Animosity         |
| "—" désigne un enregistrement qui n'a pas été classé ou qui n'a pas été publié. |       |            |            |                   |